# Stadien der Ostsee im Postglazial
Mit dem Abtauen der Eisschichten der Weichseleiszeit bildeten sich im Gebiet der heutigen Ostsee verschiedene Vorgängermeere. Diese als Stadien der Ostsee im Postglazial bezeichneten Vorgänge waren die Voraussetzung für die Entstehung der Ostsee etwa 10.000 Jahre v. Chr.; die Entwicklung verlief nach dem Abschmelzen des Fennoskandischen Eisschildes über verschiedene Süßwasser-/Brackwasser- und Salzwasserseen.
Bevor die heutige geomorphologische Ausbildung der Ostsee erreicht war, hatten sich mit Schmelzwasser gefüllte große Senken und Seen gebildet, die vorübergehend Zugang zum Meer fanden, vom Meer wieder abgeriegelt wurden und schließlich über das Kattegatt die heutige Verbindung zur Nordsee aufbauten und sich mit dem einfließenden Salzwasser vermischten. Unter geologischen Gesichtspunkten gesehen, ist die Ostsee also ein sehr junges Meer, dessen heutige Gestalt und Eigenart über mehrere Zwischenstufen entstand als ein Zusammenspiel von Gletscherschmelze, Landhebung und Meeresspiegelanstieg.

## Subglazialer See
Der Bereich der Ostsee bildete bereits mehrere Jahrtausende vor dem Kältemaximum der letzten Kaltzeit einen riesigen subglazialen See im Norden Europas, der durch Gletscher überdeckt war.

## Abschmelzen der Gletscher
Ab dem extremen Temperaturanstieg zu Beginn unserer heutigen Warmzeit, des Holozäns, zog sich der skandinavische Gletscher ca. -9'660 bis -8'200 auf das Inland zurück. Als sich dadurch der Eisrand auf der Höhe der heutigen Åland-Inseln nordöstlich von Stockholm befand, bildete sich in seinem Vorland ein großes Schmelzwasser-Becken, der Große Baltische Eisstausee.
Etwa ab 8200 v. Chr. stieg der Meeresspiegel weiter an, so dass sich im Bereich der heutigen mittelschwedischen Seenplatte eine Verbindung zum Weltmeer bildete und die Littorina-Transgression initiierte. Durch den dadurch bedingten Süßwasserausstrom und Salzwassereinstrom bildete sich das (salzige) Yoldiameer.
Etwa ab 7000 v. Chr. tauten die skandinavischen Gletscher noch weiter zurück, der Druck auf die skandinavische Landmasse nahm ab, sie begann sich zu heben, was zu einer Blockierung der vorhandenen Meeresverbindung führte. Der Salzwassergehalt nahm drastisch ab und es entstand der/die (süße) Ancylussee.
Etwa 6000 v. Chr. bis etwa zum Jahre 4550 v. Chr. stieg der Meeresspiegel durch die Littorina-Transgression wieder so an, dass die Festlandbrücke zwischen Südschweden und Dänemark überflutet wurde und der Osten Dänemarks sich in die heutigen Inseln aufteilte. Der Zugang in der Nähe der Darßer Schwelle vor der deutschen Küste öffnete sich, im südlichen Bereich der Ostsee bildeten sich die Grobformen der heutigen Küsten aus. Das Festland von Skandinavien hob sich nach dem fast vollständigen Abschmelzen der Gletscher weiter. Der südliche Bereich der Ostsee senkte sich, das Meer rückte vor und überflutete die jungglaziale Landschaft, neue Festlandlinien formten sich. Als Ergebnis findet man drei Küstenformen im südlichen Bereich wieder: Fördenküste (Beispiel: Kieler Förde), Buchtenküste (Beispiel: Lübecker Bucht) und die Bodden- bzw. Boddenausgleichsküste (Beispiel: Halbinsel Fischland-Darß-Zingst) z. T. mit der Bildung von Haffen (Beispiel: Stettiner Haff).

## Landhebungen und Landsenkungen
Die genannten Vorgänge führten zu großräumigen geologischen bzw. hydrographischen Prozessen: da die Erdkruste nicht starr ist, kommt es bei lang anhaltender Belastung (wie z. B. durch das 3000 m mächtige skandinavische Inlandeis) zu einem Einbiegen der Erdkruste. Bei Entlastung wölbt sich die Erdkruste aufgrund der Zähigkeit des Magmas verzögert auf, mit dem Abschmelzen des weichseleiszeitlichen Inlandeises kommt es demzufolge zu einer glazialisostatischen Ausgleichsbewegung mit Landhebungen im Zentrum der Vereisung und Landsenkungen in den äußeren Bereichen. Noch heute hebt sich Skandinavien jährlich um etwa 9 mm pro Jahr an.
Ein weiterer Einflussfaktor sind die klimaabhängigen (eustatischen) Wasserstandsänderungen. Je mehr Wasser in den Eismassen des Festlands gebunden ist, umso niedriger ist der Weltmeerspiegel. Im Weichsel-Hochglazial lag der Meeresspiegel weltweit 80–100 m niedriger als heute. Das Abschmelzen des Inlandeises führte ohne Verzögerung zu einem relativ schnellen Wasserspiegelanstieg. Dieses Zusammenwirken von Landhebung und Meeresspiegelanstieg bestimmte entscheidend die spät- und nacheiszeitliche Geschichte der Ostsee, deren Entwicklung sich in vier Hauptstadien gliedert, die durch Wechsel der Verbindung zum Weltmeer mit unterschiedlicher Salinität gekennzeichnet sind: Baltischer Eisstausee, Yoldiameer, Ancylus-Großsee sowie Littorinameer (sowie als Untergliederung das „Limnea-Meer“ und das „Mya Meer“).

## Die Vorgänger-Seen/-Meere der Ostsee
Tabellarische Übersicht der Entwicklungsstufen
| Bezeichnung              | Zeit                        | Wasser                                   | Anzeigeorganismen                                                             |
| Ende der Weichseleiszeit | ~ 10.000 v. Chr.            | –                                        | –                                                                             |
| Baltischer Eisstausee    | ~ 10.000–8000 v. Chr.       | süß                                      | –                                                                             |
| Yoldiameer               | ~ 8000–7700 v. Chr.         | salzig – brackig                         | benannt nach der Salzwasser-Muschel Yoldia arctica (jetzt Portlandia arctica) |
| Ancylussee               | ~ 7500–6000 v. Chr.         | süß                                      | benannt nach der Süßwasser-Schnecke Ancylus fluviatilis                       |
| Littorinameer            | ~ 6000 v. Chr. – Jahr 0     | salzig – brackig                         | benannt nach der Strandschnecke Littorina littorea                            |
| Limneameer               | ~ 0–500 n. Chr.             | salzig – brackig, aber leichte Aussüßung | benannt nach der Brackwasserschnecke Limnea ovata                             |
| Myameer                  | ~ 500 n. Chr. bis Gegenwart | salzig – brackig                         | benannt nach der Sandklaffmuschel Mya arenaria                                |

### Baltischer Eisstausee (10.000–8000 v. Chr.)

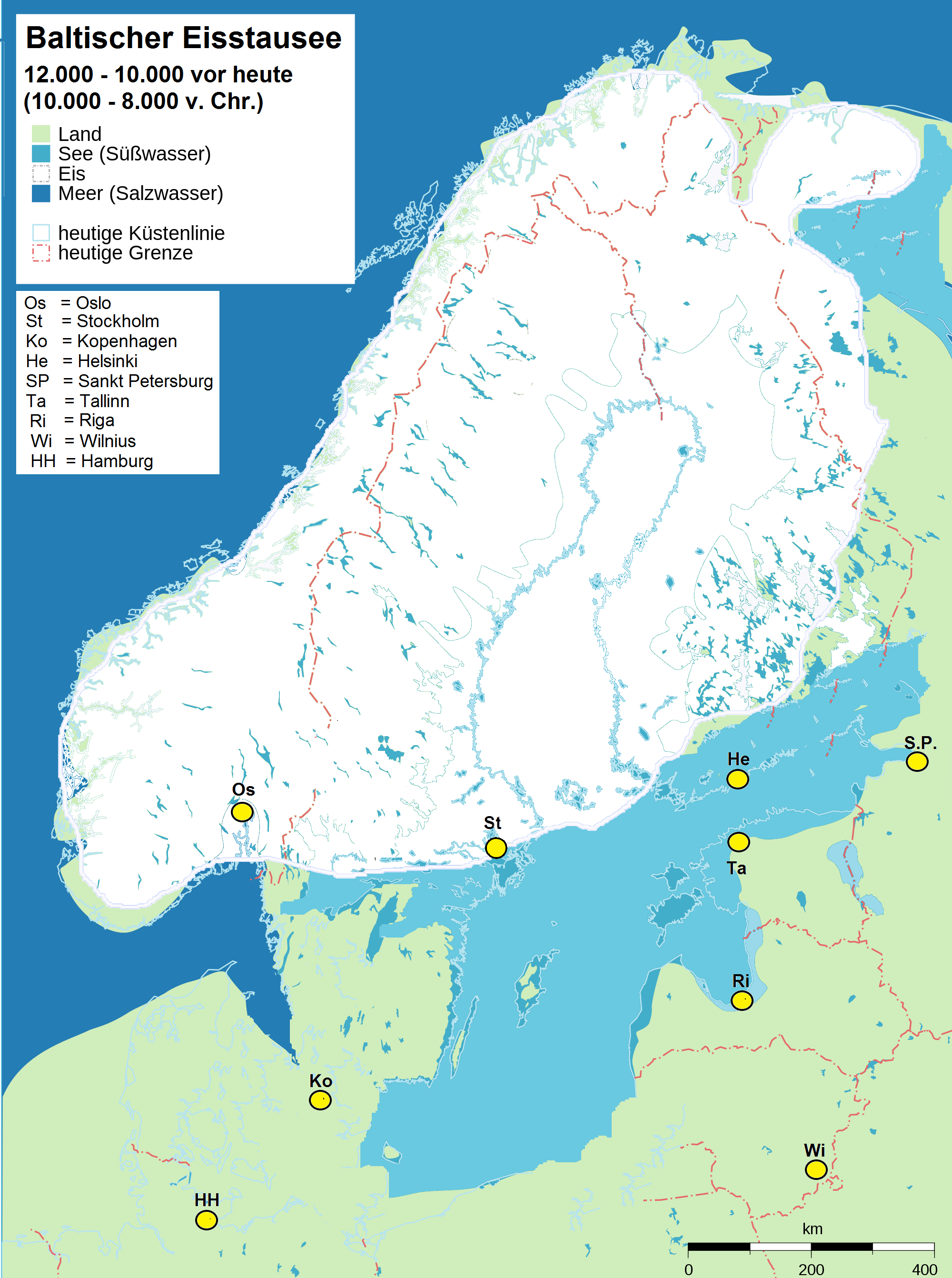
Baltischer Eisstausee – Süßwassersee vor etwa 12.000 Jahren

Nach dem vor etwa 14.000 Jahren einsetzenden Abschmelzen der zwei bis drei Kilometer dicken skandinavischen Eisschicht der Weichseleiszeit entwickelten sich hinter der Eisbarriere aus den Schmelzwässern mehrere Eisstauseen, die sich ab etwa 10.000 bis 8500 v. Chr. zum großen Baltischen Eisstausee vereinigten. Dieser Süßwassersee erstreckte sich von der Insel Møn bis zum Ladogasee, ohne die heutige deutsche Ostseeküste zu erreichen. Bornholm und die dänischen Inseln waren weiterhin Festland. Als sich der Eisrand von den mittelschwedischen Endmoränen zurückzog, erfolgte das schubweise Auslaufen des Süßwassersees durch die freigewordene Mittelschwedische Senke mit Anschluss ans Weltmeer. Das eindringende Salzwasser mischte sich mit dem Gletscherwasser, insbesondere im Raum Stockholm und im Gotland-Becken. Die anderen Gebiete des Binnensees wurden brackig.

### Yoldiameer (8000–7700 v. Chr.)

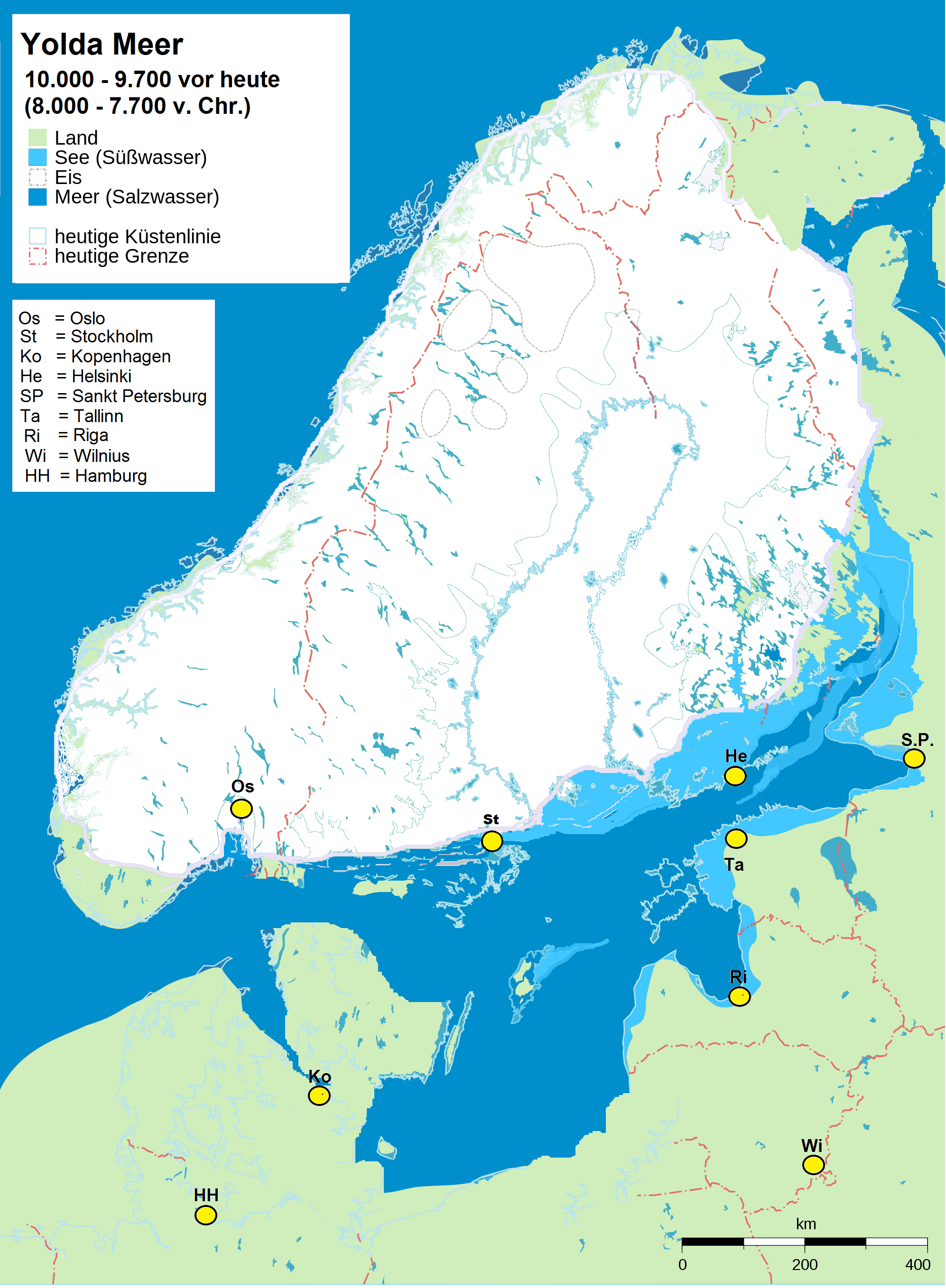
Das Yoldiameer nach dem Durchbruch zur Nordsee vor etwa 10.000 Jahren

Jetzt wurde der isostatische Anstieg Skandinaviens größer als der klimaabhängige, vom Abschmelzen der Gletscher verursachte eustatische Meeresspiegelanstieg.[1] Dies führte für etwa 300 Jahre zu einer Verbindung mit der Nordsee und einem erneuten Salzwassereintrag in das Ostseegebiet. Durch diesen Wasseraustausch kam die Muschel Yoldia arctica (jetzt Portlandia arctica) in jenes nun brackig bis salzige Gewässer, was ihm den Namen Yoldiameer (ab ca. 8000 v. Chr.) einbrachte.

### Ancylussee (7500–6000 v. Chr.)

Ancylussee vor etwa 8700 Jahren

Der Ancylussee war wiederum ein Binnensee, benannt nach dem Leitfossil Ancylus fluviatilis, einer Süßwasserschnecke. Er entstand vor etwa 9500 bis 8000 Jahren durch eine weitere Entlastung des skandinavischen Festlandes vom Gewicht des Eises; dies führte zu einer isostatischen neuerlichen Landhebung von bis zu neun Millimeter/Jahr (die heute noch andauert), wodurch sich die mittelschwedische Verbindung zum Meer erneut vor etwa 9500 Jahren schloss. Der Ancylussee entwässerte über einen Fluss im Bereich des Großen Belt. Das westliche Ostseegebiet war zu dieser Zeit noch Festland. Zwischen Darßer Ort und Swine reichte der Ancylus-Großsee bei seinem Höchststand an etlichen Stellen an die heutige polnische und deutsche Ostseeküste heran. Anfangs erfolgte der Abfluss über Mittelschweden, der Abfluss verlagerte sich jedoch infolge der isostatischen Hebung Skandinaviens und dem gleichzeitigen Absinken der südlichen Bereiche nach Süden. Hier bildeten die Wassermassen einen großen Fluss, der sein Bett tief auskolkte. Erkennbar heute in der Kadetrinne in der Darßer Schwelle sowie in den Rinnen im Fehmarnbelt und im Großen Belt.

### Littorinameer (6000 v. Chr. – Jahr 0)

Littorinameer vor etwa 7000 Jahren

Aufgrund erhöhten Schmelzwasseraufkommens trennte eine schmale Landzunge schließlich die Nordsee (mit einem Pegel, der 30 Meter unter dem heutigen lag) von dem etwas höher gelegenen Ancylussee.
Aufgrund des hohen Tempos des eustatischen Meeresspiegelanstiegs und der fortdauernden Hebung Skandinaviens kam es im Atlantikum und Subboreal im gesamten südlichen Ostseebereich zu einem förmlichen „Ertrinken“ der ehemals festländischen Bereiche, wobei der gesamte südwestliche Ostseeraum vollständig überflutet wurde und damit die Verbindung zum Weltmeer wieder hergestellt war. Dabei drang das salzhaltige Wasser über die Beltsee nach Osten, es bildete, beginnend vor etwa 8000 Jahren, das salzig-brackige Littorina-Meer, benannt nach der Brackwasserschnecke Littorina littorea. Aufgrund der hohen Anstiegsgeschwindigkeit drang das frühe Litorina-Meer weit und tief in die glaziären Hohlformen ein. Zu diesen zählten u. a. die rinnenförmig übertieften und schmalen Zungenbecken der schleswig-holsteinischen Förden und die besonders tief ausgeschürften und in sich gekammerten Gletscherzungenbecken des vorpommerschen Küstenraumes.

### Limnea- und Myameer (0–500 n. Chr. bis Gegenwart)

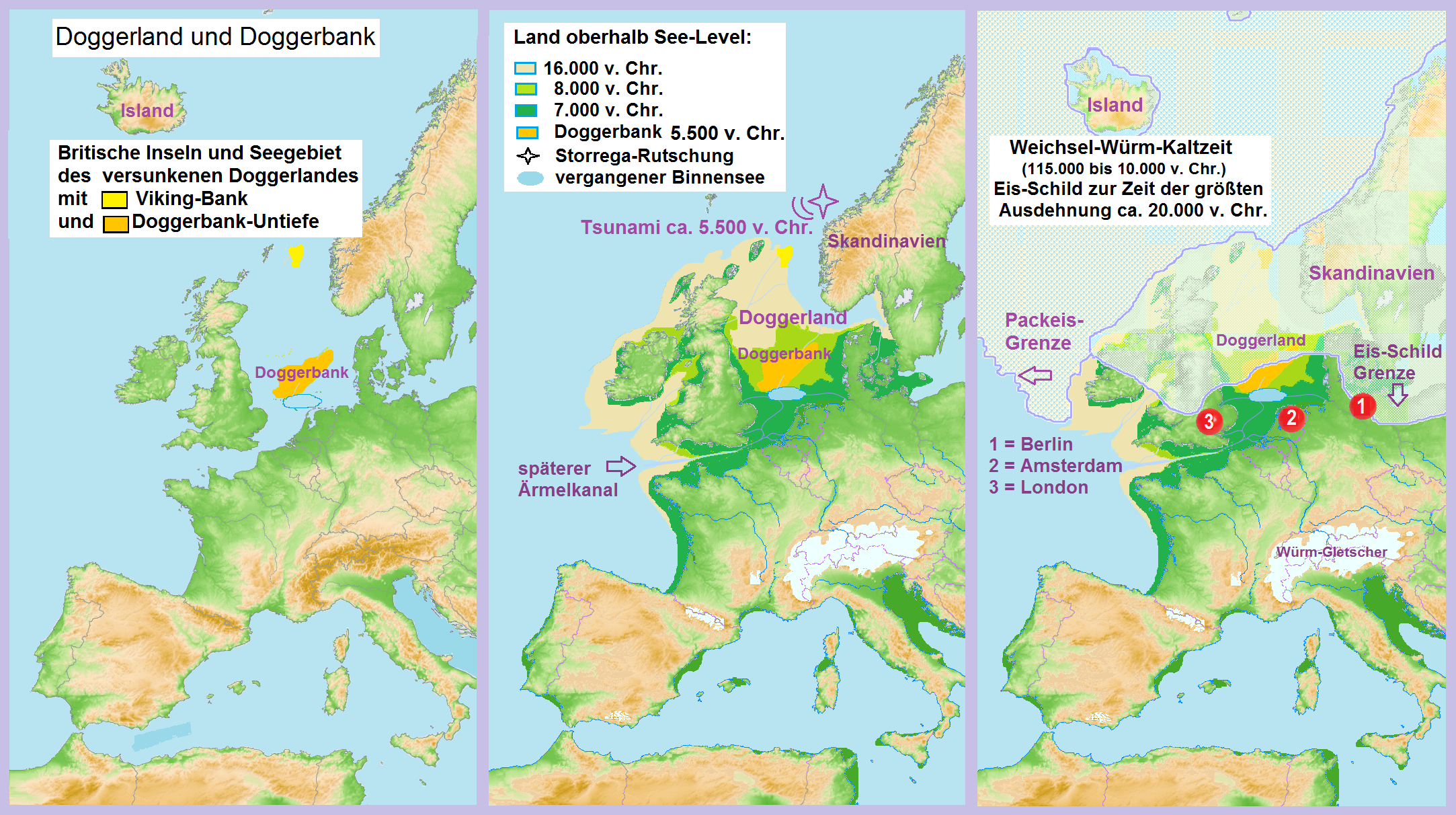
Doggerbank, ein Relikt des ehemaligen Doggerlandes zwischen dem Festland und Britannien: geographische Situation von 2000 (links) sowie Weichsel- und Würm-Kaltzeit (rechts) sowie des baltischen Raumes

Während des Subatlantikums, also den letzten 2000 Jahren, süßte die Ostsee wegen der ständigen Zufuhr von Flusswasser immer mehr aus. Zudem kam es aufgrund der Verengung der dänischen Pforten zu einem verringerten Salzwassereinstrom. Der ältere Abschnitt dieser Epoche wird nach der Brackwasserschnecke Limnea ovata als „Limnea-Meer“ bezeichnet; die letzten 1.500 Jahre werden nach der brackigen Sandklaffmuschel Mya arenaria als „Mya-Meer“ benannt.

## Ostsee heute
Die Ostsee (auch Baltisches Meer) ist heute ein 412.500 km² großes und bis zu 459 m tiefes Binnenmeer in Europa und gilt als das zweitgrößte Brackwassermeer der Erde, auch wenn in der westlichen Ostsee (Beltsee) aufgrund des Wasseraustausches mit der Nordsee zumeist ein höherer Salz- und Sauerstoffgehalt beobachtet werden kann. Die geophysikalischen Prozesse von Landhebung und Meeresanstieg (letzterer auch wegen des Klimawandels) sind weiterhin im Gange. Die „Nulllinie“ verläuft heute bei Nordjütland über Südschonen und nördlich Bornholms in Richtung des Finnischen Meerbusens. Nördlich davon liegt ein Hebungsgebiet, südlich davon ein Absenkungsgebiet („Badewanneneffekt“). Daraus resultiert z. B. in Finnland ein Landzuwachs von jährlich 10 km². Noch heute hebt sich Skandinavien um etwa 9 mm pro Jahr an.